# Jean-Baptiste Blanchard
Pour les articles homonymes, voir Blanchard.
Ne doit pas être confondu avec Jean Baptiste Blanchard.
Jean-Baptiste Blanchard est un peintre français, né à Paris après 1595 et mort dans la même ville le 5 avril 1665. 

## Biographie
Jean-Baptiste Blanchard est né d'un père originaire de Condrieu dans le Lyonnais, qui étant venu en qualité de député pour régler les affaires de sa ville, épousa la fille de son logeur qui était le peintre Boleri ou Baullery. Sa mère avait un frère également peintre, Nicolas Baullery (vers 1560-1630), chez qui il dut faire son apprentissage comme son frère Jacques Blanchard (1600-1638). Ils avaient un autre frère, Pierre, et une sœur, desquels on ne connaît rien.
Il dut sûrement séjourner à Lyon chez le peintre Horace Le Blanc (vers 1580-1637) de 1620 à 1623 puisqu'il accompagne son frère Jacques en Italie où ils partent pour Rome en octobre 1624. Devant le danger[Lequel ?], ils vont à Venise en 1626 et Jacques rentre en France en avril 1628. Lui y reste semble-t-il jusqu'en 1634. En 1630 naît son neveu, le fils de Jacques, Louis-Gabriel Blanchard (1630-1704), qui deviendra également peintre et trésorier de l'Académie royale de peinture et de sculpture.
Il est lui-même peintre du Roi en 1637 et membre de l'Académie royale de peinture et sculpture où il est reçu en 1663. Il apparaît dans les états de la Maison du Roi de 1644 à 1652 aux côtés de René Nourrisson et François Garnier. 
En 1656, il travaille à la décoration du palais du Louvre.
Jean-Baptiste Blanchard meurt le 5 avril 1665 à Paris et est inhumé dans l'église Saint-Paul, sa paroisse. Le registre paroissial ne mentionne pas le nom de baptême. Selon Auguste Jal, Jean-Baptiste Blanchard serait allé demeurer rue Saint-Antoine à la fin de sa vie. Il ajoute : « on croit qu'il mourut âgé de 70 ans ».